# Дисконтинуум

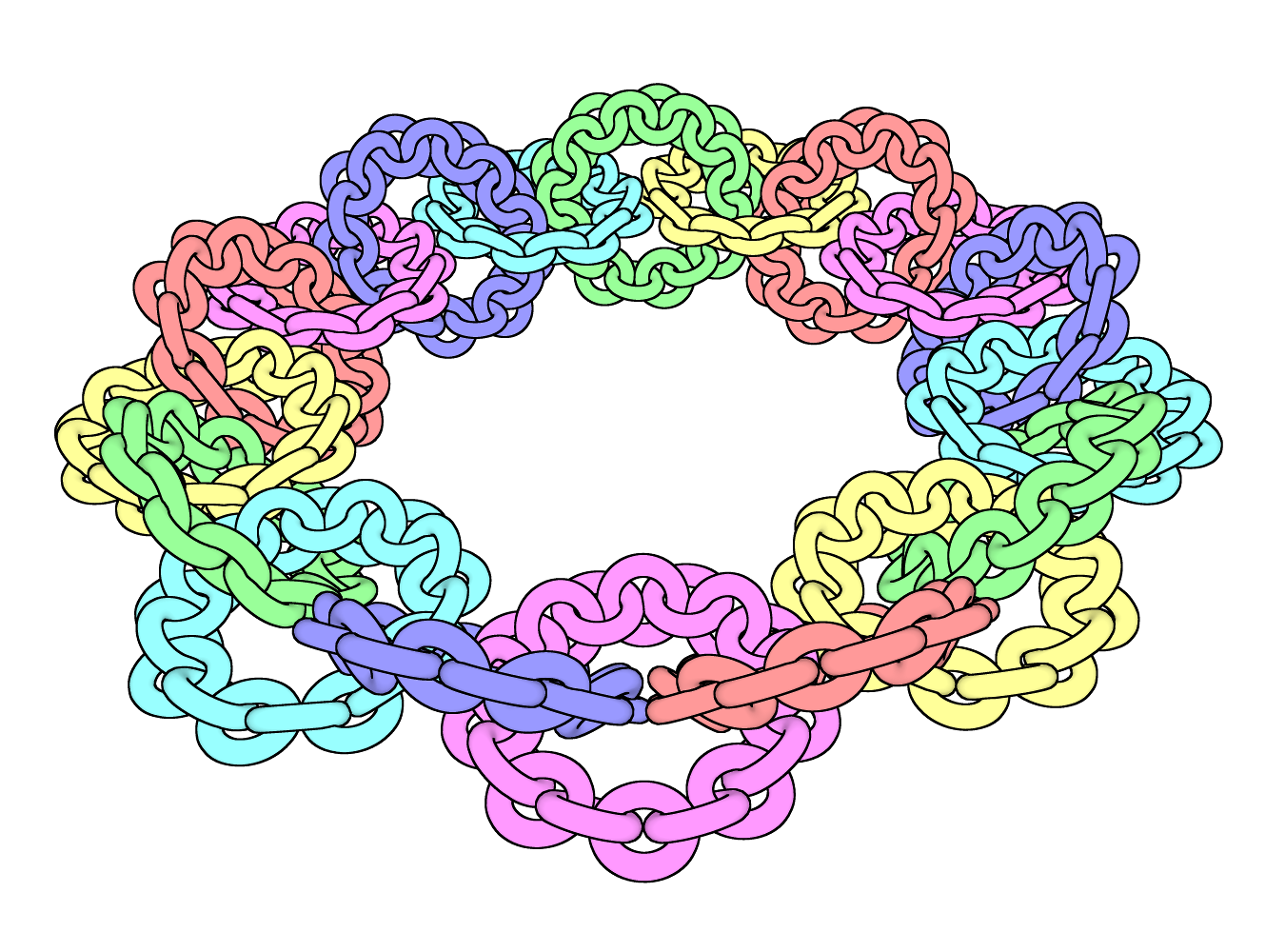
Вторая итерация для ожерелья Антуана, примера дисконтинуума неодносвязным дополнением.

Дисконтинуум — нульмерный совершенный метризуемый компакт.

## Примеры
Первый пример дисконтинуума обнаружил Георг Кантор — канторово множество. 
Дисконтинуумы с интересными свойствами в трёхмерном евклидовом пространстве построили Павел Урысон и Луи Антуан. Так, ожерелье Антуана — дисконтинуум, дополнение к которому неодносвязно.

## Свойства
- Все дисконтинуумы гомеоморфны канторову множеству.
- Каждый метризуемый компакт есть непрерывный образ канторова множества.
- Каждый совершенный метризуемый компакт содержит канторово множество.
  - Следовательно, каждый метризуемый компакт либо счётен, либо имеет мощность континуума.